# Potamanaxas andraemon
Potamanaxas andraemon är en fjärilsart som beskrevs av Paul Mabille 1897. Potamanaxas andraemon ingår i släktet Potamanaxas och familjen tjockhuvuden. Inga underarter finns listade i Catalogue of Life.